# Stenos
Stenos (klassisk grekiska στένωσις "förträngning") är ett sjukdomstillstånd i någon kroppsdel, med förträngning av anatomisk passage eller rörformig struktur. I vissa fall är den innat (medfödd) men oftare uppkommen ur olika sjukdomstillstånd, exempelvis artärstenos vid åderförkalkning. Ett exempel på medfödd stenos är vid hjärtfel.
För att avhjälpa stenos kan man operera in en stent som töjer ut förträngningen. Skulle det uppstå en ny stenos på samma ställe kallas detta för restenos.